# Перепись населения Болгарии (2001)
Перепись 2001 года стала первой общенациональной переписью населения в постсоциалистической республике Болгария, а также второй, зафиксировавшей существенное снижение числа жителей страны — на 6,6 % (с 8 487 317 до 7 928 901 чел.) За межпереписной период страна потеряла 558 416 чел. При этом общая убыль населения объяснялась как естественной убылью (362 000), так и интенсивным миграционным оттоком (196 000), преимущественно в страны Западной Европы и США.

## Этнический состав

### Национальный состав
| Национальный состав, % | 1992 г., перепись | 2001, перепись | убыль, % |
| Болгары                | 7 273 631         | 6 655 210      | −8,5 %   |
| Турки                  | 822 253           | 746 664        | −9,2 %   |
| Цыгане                 | 313 396           | 370 908        | +18,2 %  |
| Прочие и неуказ.       | 78 037            | 157 000        | +102 %   |

Демографическая эволюция различных этносов страны была неодинаковой. За межпереписной период число болгар сокращалось из-за высокой естественной и миграционной убыли; турок — миграционной; а высокий ест. прир. цыган компенсировал их небольшой миграционный отток. В результате сократились доли болгар и турок, возросла доля цыган, а также тех кто не указал свою национальную принадлежность.
Перепись также зафиксировала увеличивающиеся несовпадения национальности, родного языка и религии у различных групп населения, в первую очередь за счёт цыган, переходящих на болгарский и, реже, турецкий языки. Также число мусульман в стране сократилось на 143 тыс. чел., в основном за счёт эмиграции. Интересно, что около 2 % турок (12 тыс.) заявили о том, что они исповедуют христианство, а некоторая часть из них (как мусульман, так их христиан) родным назвала болгарский язык.
| Этническая группа | Национальность | %       | Родной язык | %       |
| ----------------- | -------------- | ------- | ----------- | ------- |
| Болгары           | 6 655 210      | 83,93 % | 6 697 000   | 85,46 % |
| Турки             | 746 660        | 9,42 %  | 763 000     | 9,62 %  |
| Цыгане            | 370,910        | 4,67 %  | 328,000     | 3,13 %  |
| Прочие            | 69,000         | 0,87 %  | 71,000      | 0,89 %  |
| Всего             | 7 928 900      | 100 %   | 7 928 900   | 100 %   |